# Sotero
Sotero (Fondi, ha. 103-Roma,  22 de abril de 175) fue el 12.º papa de la Iglesia católica de 166 a 175.
Elegido papa en tiempos de las persecuciones que contra los cristianos había ordenado el emperador Marco Aurelio y que habían provocado la muerte de su predecesor Aniceto, Sotero, aunque nacido en Nápoles, era de origen griego, lo que explica su nombre que deriva del griego y significa salvador. 
El historiador Eusebio de Cesarea en su Historia de la Iglesia ha recogido unas frases de Dionisio, obispo de Corinto, en respuesta a una carta enviada anteriormente por Sotero a esa iglesia en la que Dionisio da las gracias al obispo de Roma por su valiosa exhortación en la cual invita a los fieles a una firme profesión de la fe en unión con su obispo y presbítero. San Dionisio añade que la carta del papa habrá de ser leída durante la celebración litúrgica junto con la Primera Epístola de Clemente. Algunos estudiosos afirman que aunque aparentemente la carta de Sotero a los corintios se ha perdido, es posible que pudiera identificarse con la llamada Segunda epístola de Clemente.
De este papa no tenemos mayores noticias o referencias a su pontificado.  Aunque sabemos que se enfrentó a la herejía de Montano y al pesimismo inherente en la misma; así como  que  cursó varios decretos, entre los cuales hay uno en que prohíbe a las monjas tocar los vasos y los corporales, y proporcionar el incienso en cualquier oficio sagrado. Además, confirmó que el matrimonio es un sacramento sin ningún valor si no ha sido bendecido por un sacerdote. 
Este papa, que ha pasado a la historia con el sobrenombre de «Papa de la caridad», falleció el 22 de abril de 175 tras sufrir martirio. Fue sepultado en las Catacumbas de San Calixto. Sin embargo, según otra tradición, fue enterrado cerca de la tumba de Pedro en la Necrópolis vaticana.
Posteriormente, en tiempos del papa Sergio II, sus restos fueron trasladados a la Basílica de San Silvestro y Martino del Monti, donde una placa fechada en 1655 indica un supuesto hallazgo de los restos, y de allí a la Basílica de San Sixto Vecchio.
Según otras tradiciones, parte de sus restos se conservan en la Catedral de Toledo.